# 듀폰트서클

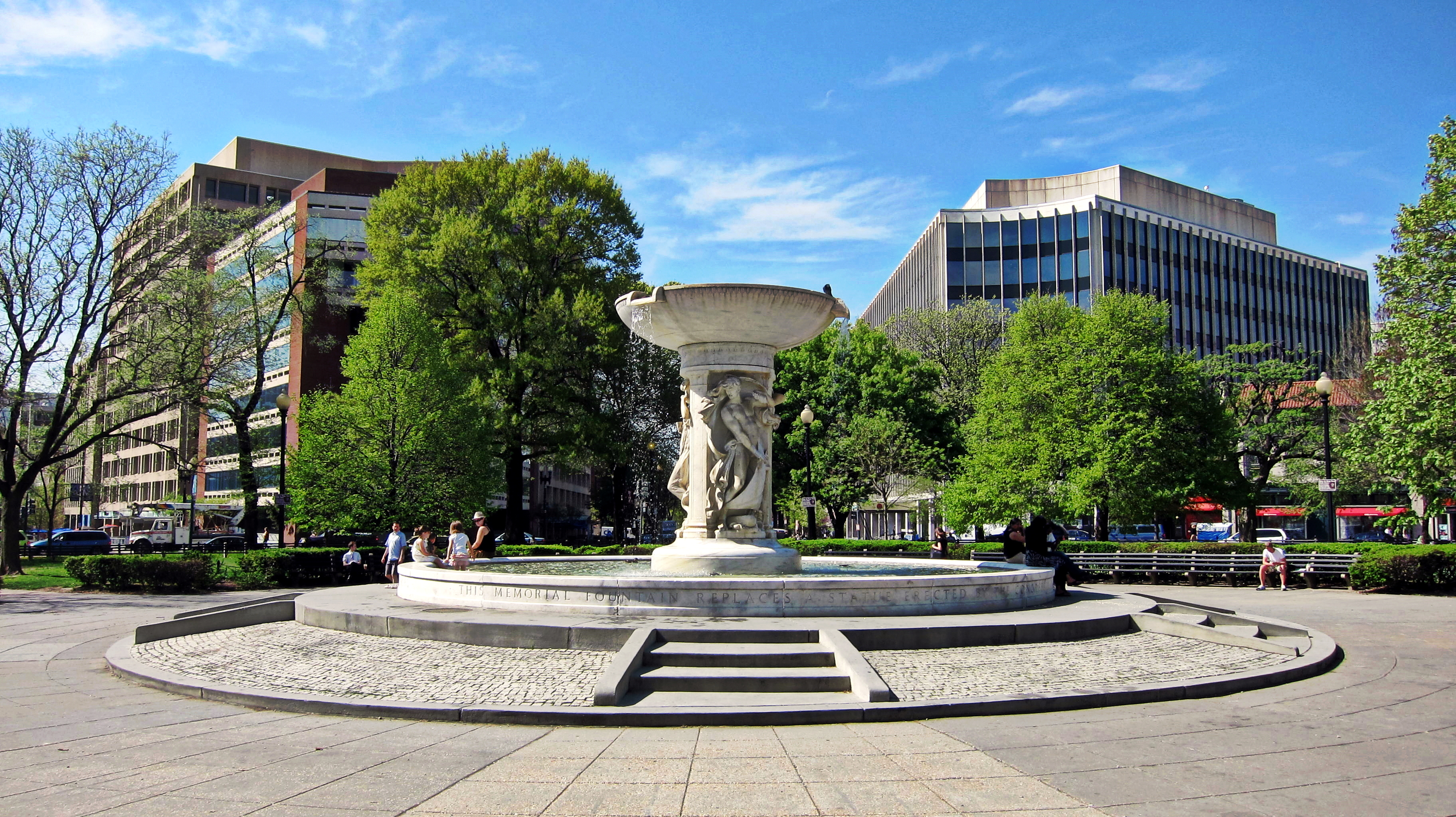
듀폰트서클 분수.

듀폰트서클(영어: Dupont Circle)은 미국 워싱턴 D.C.의 지구이다.